# Until Now
Albums de Swedish House Mafia
Until One
(2010)
Singles
1. Save the World
Sortie : 13 mai 2011
2. Antidote
Sortie : 15 janvier 2012
3. Greyhound
Sortie : 12 mars 2012
4. Don't You Worry Child
Sortie : 14 septembre 2012

Until Now est le second album-compilation du groupe de DJ suédois Swedish House Mafia sorti le 22 octobre 2012 sous le label Polydor. L'album est composée de 22 titres de style house.

## Singles
- Save the World est le premier single extrait de cet album. La chanson est interprétée par le chanteur suédois John Martin. Le single se classe numéro 4 en Suède.
- Antidote, 2e single extrait de l'album, on retrouve la touche instrumentale du duo australien Knife Party. La chanson se classe numéro 4 au Royaume-Uni.
- Greyhound est le 3e single. Il s'agit de la seule chanson instrumentale extrait de l'album.
- Don't You Worry Child est le 4e et dernier single extrait de l'album et fut encore une fois interprété par John Martin.

## Liste des pistes
Standart version
| N° | titres                        | artiste                             | durée |
| -- | ----------------------------- | ----------------------------------- | ----- |
| 1  | Greyhound                     | Swedish House Mafia                 | 4:10  |
| 2  | Here we go                    | Hard Rock Sofa, Swanky Tunes        | 2:31  |
| 3  | Calling (Lose my mind)        | Sebastian Ingrosso, Ryan Tedder     | 4:00  |
| 4  | Antidote                      | Swedish House Mafia vs Knife Party  | 2:53  |
| 5  | Miami 2 ibiza                 | Swedish House Mafia vs Tinie Tempah | 2:56  |
| 6  | Light                         | Steve Angello, Third Party          | 3:31  |
| 7  | Don't your worry child        | Swedish House Mafia, John Martin    | 3:58  |
| 8  | Every teardrop is a waterfall | Coldplay vs Swedish House Mafia     | 4:39  |
| 9  | One (your name)               | Swedish House Mafia, Pharrel        | 2:50  |
| 10 | Save the world                | Swedish House Mafia                 | 3:33  |

Titres bonus
| 11 | Save The World / Punk (Arty Rock-n-Rolla Mix) | Swedish House Mafia, Knife Party, Ferry Corsten | 5:59 |

| 1.  | Greyhound                                                         | Swedish House Mafia                                                                      | 4:10 |
| 2.  | Here We Go                                                        | Hard Rock Sofa & Swanky Tunes                                                            | 2:31 |
| 3.  | In My Mind                                                        | Ivan Gough & Feenixpawl avec Georgi Kay                                                  | 4:35 |
| 4.  | Calling (Lose My Mind)                                            | Sebastian Ingrosso & Alesso avec Ryan Tedder                                             | 4:00 |
| 5.  | Atom / Leave the World Behind                                     | Nari and Milani / Axwell, Ingrosso, Angello and Laidback Luke                            | 3:02 |
| 6.  | Antidote                                                          | Swedish House Mafia & Knife Party                                                        | 2:53 |
| 7.  | Walking Alone / Miami 2 Ibiza                                     | Dirty South & Those Usual Suspects avec Erik Hecht / Swedish House Mafia vs Tinie Tempah | 4:09 |
| 8.  | Resurrection (Axwell Mix) / Paradise                              | Michael Calfan / Coldplay                                                                | 3:37 |
| 9.  | The Wave (Thomas Gold Mix)                                        | Miike Snow                                                                               | 3:25 |
| 10. | Ladi Dadi (Tommy Trash Remix) / Sing 2 Me /Alright                | Steve Aoki avec Wynter Gordon / Thomas Gold/Red Carpet                                   | 4:09 |
| 11. | The Island (Steve Angello, AN21 and Max Vangeli Remix)            | Pendulum                                                                                 | 3:01 |
| 12. | Lights                                                            | Steve Angello & Third Party                                                              | 3:31 |
| 13. | Raise Your Head / Epic                                            | Alesso / Sandro Silva & Quintino                                                         | 3:16 |
| 14. | Three Triangles / Trio / Teenage Crime                            | Hardwell / Arty, Matisse & Sadko / Adrian Lux                                            | 3:16 |
| 15. | Reload                                                            | Sebastian Ingrosso & Tommy Trash                                                         | 3:54 |
| 16. | Euphoria (Swedish House Mafia Extended Dub)                       | Usher                                                                                    | 3:27 |
| 17. | Don't You Worry Child                                             | Swedish House Mafia avec John Martin                                                     | 3:58 |
| 18. | Beating Of My Heart (Matisse and Sadko Remix)"/"Sweet Disposition | M-3OX featuring Heidrun/The Temper Trap                                                  | 3:50 |
| 19. | Every Teardrop Is a Waterfall                                     | Coldplay vs Swedish House Mafia                                                          | 4:39 |
| 20. | You've Got The Love (Mark Knight Remix) (en) / One                | Florence and the Machine / Swedish House Mafia                                           | 4:24 |
| 21. | Heart Is King / Save The World (Knife Party Remix)                | Axwell / Swedish House Mafia avec John Martin                                            | 2:06 |
| 22. | Save the World / Punk (Arty Remix)                                | Swedish House Mafia / Ferry Corsten                                                      | 3:52 |

| 1.  | Until Now (Mixage continue)                            | Swedish House Mafia                                               | 1:19:56 |
| 2.  | Greyhound                                              | Swedish House Mafia                                               | 6:50    |
| 3.  | Here We Go                                             | Hard Rock Sofa and Swanky Tunes                                   | 6:01    |
| 4.  | In My Mind (Axwell Mix)                                | Ivan Gough etFeenixpawl featuring Georgi Kay                      | 6:39    |
| 5.  | Calling (Lose My Mind) (Extended Club Mix)             | Sebastian Ingrosso et Alesso featuring Ryan Tedder                | 6:13    |
| 6.  | Atom                                                   | Nari and Milani                                                   | 5:35    |
| 7.  | Leave the World Behind                                 | Axwell, Ingrosso, Angello and Laidback Luke featuring Deborah Cox | 6:51    |
| 8.  | Antidote (Radio Edit)                                  | Swedish House Mafia and Knife Party                               | 2:59    |
| 9.  | Walking Alone                                          | Dirty South and Those Usual Suspects featuring Erik Hecht         | 5:50    |
| 10. | Miami 2 Ibiza (Clean Radio Edit)                       | Swedish House Mafia featuring Tinie Tempah                        | 2:56    |
| 11. | Resurrection (Axwell's Recut Club Version)             | Michael Calfan                                                    | 4:58    |
| 12. | Paradise                                               | Coldplay                                                          | 4:40    |
| 13. | The Wave (Thomas Gold Remix Edit)                      | Miike Snow                                                        | 3:23    |
| 14. | Ladi Dadi (Tommy Trash Remix)                          | Steve Aoki featuring Wynter Gordon                                | 5:15    |
| 15. | Sing2Me                                                | Thomas Gold                                                       | 7:02    |
| 16. | Alright                                                | Red Carpet                                                        | 6:42    |
| 17. | The Island (Steve Angello, AN21 and Max Vangeli Remix) | Pendulum                                                          | 6:40    |
| 18. | Lights                                                 | Steve Angello and Third Party                                     | 5:08    |
| 19. | Raise Your Head                                        | Alesso                                                            | 5:51    |
| 20. | Epic                                                   | Sandro Silva and Quintino                                         | 5:57    |
| 21. | Three Triangles                                        | Hardwell                                                          | 7:18    |
| 22. | Trio                                                   | Arty, Matisse and Sadko                                           | 5:41    |
| 23. | Teenage Crime                                          | Adrian Lux                                                        | 6:05    |
| 24. | Reload                                                 | Sebastian Ingrosso and Tommy Trash                                | 6:02    |
| 25. | Euphoria (Swedish House Mafia Extended Dub)            | Usher                                                             | 4:55    |
| 26. | Don't You Worry Child (Radio Edit)                     | Swedish House Mafia featuring John Martin                         | 3:33    |
| 27. | Beating of My Heart (Matisse and Sadko Instrumental)   | M-3ox featuring Heidrun                                           | 6:30    |
| 28. | Sweet Disposition                                      | The Temper Trap                                                   | 3:53    |
| 29. | Every Teardrop Is a Waterfall                          | Coldplay vs. Swedish House Mafia                                  | 6:48    |
| 30. | You Got the Love (Mark Knight Remix)                   | Florence and The Machine                                          | 8:08    |
| 31. | One (Radio Edit)                                       | Swedish House Mafia                                               | 2:50    |
| 32. | Heart Is King (Original Mix)                           | Axwell                                                            | 6:55    |
| 33. | Save the World (Knife Party Remix)                     | Swedish House Mafia                                               | 5:14    |
| 34. | Save the World (Radio Mix)                             | Swedish House Mafia                                               | 3:33    |
| 35. | Punk (Arty Rock-n-Rolla Mix)                           | Ferry Corsten                                                     | 6:28    |
| 36. | Save The World (Clip vidéo)                            | Swedish House Mafia                                               | 3:31    |
| 37. | Antidote (Clip vidéo)                                  | Swedish House Mafia                                               | 3:38    |

## Classement par pays
| Classement (2012)                           | Meilleure position |
| ------------------------------------------- | ------------------ |
| Allemagne (BVMI)                            | 26                 |
| Australie (Australian Albums Chart)         | 12                 |
| Autriche (Austrian album chart)             | 10                 |
| Belgique (Belgian Albums Chart) (Flanders)  | 6                  |
| Belgique (Belgian Albums Chart) (Wallonia)  | 12                 |
| Canada (Canadian Albums Chart)              | 7                  |
| Danemark (Danish Albums Chart)              | 31                 |
| France(Top albums)                          | 66                 |
| Pays-Bas (Dutch Albums Chart)               | 6                  |
| Norvège (norwegian album chart)             | 21                 |
| Nouvelle-Zélande (New Zealand Albums Chart) | 29                 |
| Portugal(Portuguese album chart)            | 17                 |
| Espagne (Spanish Compilation Albums Chart)  | 3                  |
| Suède (Swedish Albums Chart)                | 3                  |
| Suisse(Swiss Music Charts)                  | 18                 |
| Royaume-Uni (UK Compilation Chart)          | 1                  |
| Irlande (Irish Compilation Chart)           | 1                  |
| États-Unis( Billboard 200)                  | 14                 |

## Certifications
| Pays      | Certification | Ventes certifiées |
| --------- | ------------- | ----------------- |
| Australie | Or            | 35 000            |
| Suède     | Platine       | 40 000            |